# Isla San Vicente
Isla San Vicente  är en ö i Mexiko. Den hör till kommunen Guaymas i delstaten Sonora, i den nordvästra delen av landet. Den ligger i viken Bahía Guaymas nära staden Guaymas tillsammans med öarna Isla Almagre Grande, Isla Almagre Chico, Isla La Batea, Isla Pájaros och Islas Mellizas.